# Сан Панталеоне (Бергамо)
Сан Панталеоне је насеље у Италији у округу Бергамо, региону Ломбардија.
Према процени из 2011. у насељу је живело 301 становника. Насеље се налази на надморској висини од 303 м.